# Jure Ivanković
Jure Ivanković (Široki Brijeg, 15 novembre 1985) è un allenatore di calcio ed ex calciatore bosniaco, di ruolo centrocampista.

## Carriera

### Giocatore

#### Club
Ha giocato nella massima serie bosniaca.

#### Nazionale
Nel 2010 ha giocato una partita con la nazionale bosniaca.

### Allenatore
Il 22 giugno 2023 viene nominato allenatore dell'U-17 dell'Hajduk Spalato. Il 26 ottobre 2023 entra a far parte dello staff di Mislav Karoglan come allenatore in seconda dell'Hajduk Spalato. L'8 aprile 2024 succede a Mislav Karoglan la redini dell'Hajduk Spalato fino al termine della stagione.

## Statistiche

### Cronologia presenze e reti in nazionale
| Cronologia completa delle presenze e delle reti in nazionale ― Bosnia ed Erzegovina | Cronologia completa delle presenze e delle reti in nazionale ― Bosnia ed Erzegovina | Cronologia completa delle presenze e delle reti in nazionale ― Bosnia ed Erzegovina | Cronologia completa delle presenze e delle reti in nazionale ― Bosnia ed Erzegovina | Cronologia completa delle presenze e delle reti in nazionale ― Bosnia ed Erzegovina | Cronologia completa delle presenze e delle reti in nazionale ― Bosnia ed Erzegovina | Cronologia completa delle presenze e delle reti in nazionale ― Bosnia ed Erzegovina | Cronologia completa delle presenze e delle reti in nazionale ― Bosnia ed Erzegovina |
| Data                                                                                | Città                                                                               | In casa                                                                             | Risultato                                                                           | Ospiti                                                                              | Competizione                                                                        | Reti                                                                                | Note                                                                                |
| ----------------------------------------------------------------------------------- | ----------------------------------------------------------------------------------- | ----------------------------------------------------------------------------------- | ----------------------------------------------------------------------------------- | ----------------------------------------------------------------------------------- | ----------------------------------------------------------------------------------- | ----------------------------------------------------------------------------------- | ----------------------------------------------------------------------------------- |
| 10-12-2010                                                                          | Adalia                                                                              | Bosnia ed Erzegovina                                                                | 2 – 2                                                                               | Polonia                                                                             | Amichevole                                                                          | -                                                                                   | 46’                                                                                 |
| Totale                                                                              |                                                                                     | Presenze                                                                            | 1                                                                                   |                                                                                     | Reti                                                                                | 0                                                                                   |                                                                                     |

## Palmarès

### Club

#### Competizioni nazionali
- Campionato bosniaco: 1

Široki Brijeg: 2005-2006
- Coppa di Bosnia ed Erzegovina: 2

Široki Brijeg: 2012-2013, 2016-2017